# Yalınkaya, Kars
Yalınkaya là một xã thuộc thành phố Kars, tỉnh Kars, Thổ Nhĩ Kỳ. Dân số thời điểm năm 2010 là 749 người.